# Bipes tridactylus
Bipes tridactylus är en ödleart som beskrevs av Dugès 1894. Bipes tridactylus ingår i släktet Bipes och familjen masködlor. Inga underarter finns listade.
Arten är bara känd från delstaten Guerrero i sydvästra Mexiko. Den lever i mera torra skogar nära vattendrag och besöker odlade områden. Utbredningsområdet ligger i låglandet.
Landskapsförändringar kan påverka beståndet i viss mån. Hela populationen anses vara stabil. IUCN kategoriserar arten globalt som livskraftig.